# Tiocianat
Ionul tiocianat (cunoscut mai rar și ca rodanură sau rodanat) este anionul [SCN]−, baza conjugată a acidului tiocianic (sau rodanic). Sărurile care conțin acest anion sunt în general incolore, și printre ele se numără: tiocianatul de potasiu (KSCN), tiocianatul de amoniu (NH4SCN) și tiocianatul de sodiu (NaSCN). Tiocianatul poate fi și o grupă funcțională, în compușii organici de forma R-SCN.
Tiocianatul este ionul analog cianatului, [OCN]−, în structura căruia un atom de oxigen este înlocuit de un atom de sulf. Denumirea mai veche de rodanură provine din limba greacă (cuvântul pentru trandafir) și face referire la culoarea pe care o au tiocianații în combinație cu fierul.

## Structură

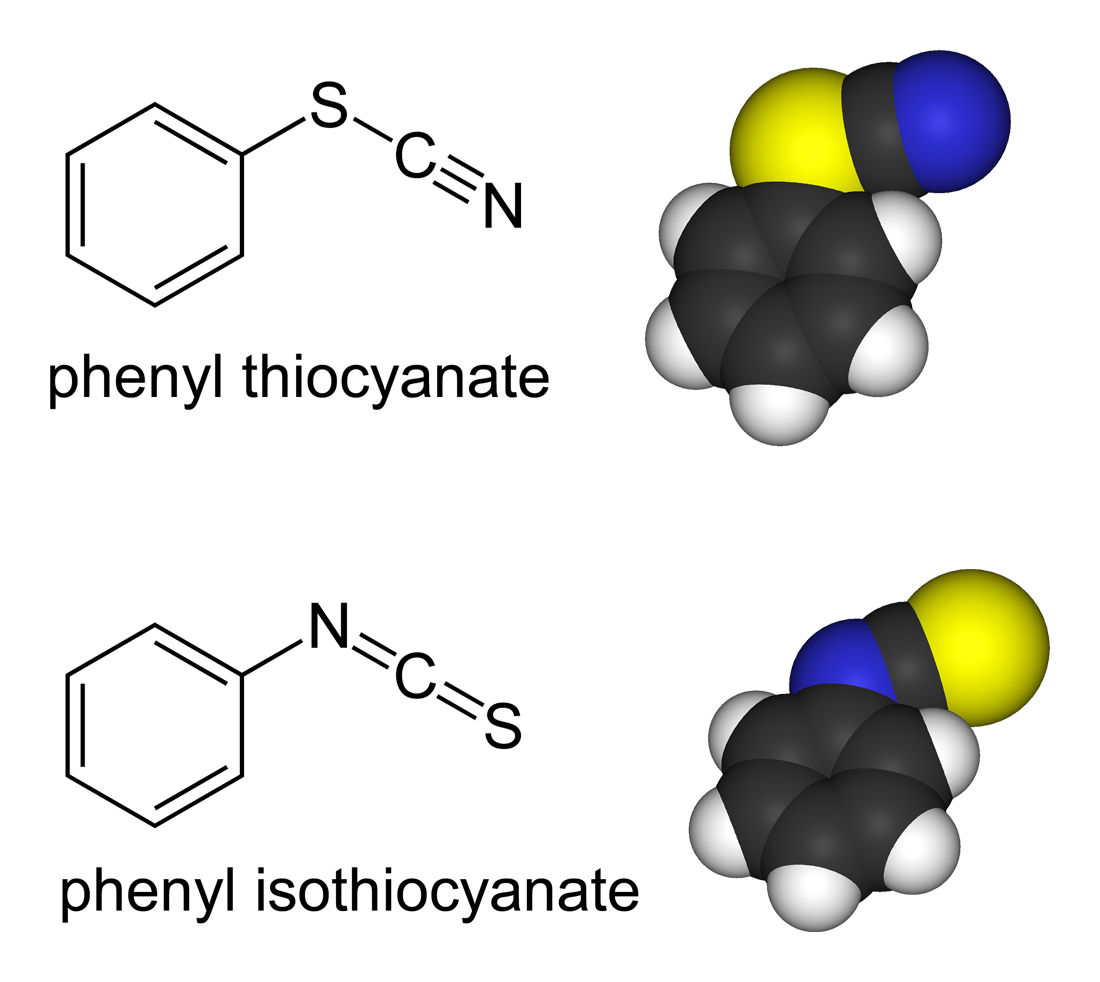
Tiocianatul de fenil și izotiocianatul de fenil sunt izomeri de legătură.

Atât derivații organici ai tiocianaților, cât și cei ai metalelor tranziționale, pot exista sub formă de izomeri de legătură. În tiocianați, gruparea organică sau ionul metalic sunt atașați de atomul de sulf: R-S-C≡N, având o singură legătură de tipul S-C și o legătură triplă C≡N.  În izotiocianați, substituentul este legat de atomul de azot: R−N=C=S, având o legătură dublă S=C și o legătură dublă C=N.

## Obținere
Tiocianații pot fi obținuți în urma reacției dintre sulful elemental sau tiosulfați și cianuri:
{\displaystyle {\ce {{8CN}^- + {S8}-> {8SCN}}}}
{\displaystyle {\ce {{CN}^- + {S2O3}^2^- -> {SCN}^- + {SO3}^2^-}}}

## Proprietăți chimice

### Analiza fierului (III) și cobaltului (II)
Tiocianații sunt folosiți în analiza chimică pentru identificarea cationului trivalent de fier Fe3+. O soluție apoasă de tiocianat adăugată la soluția unei săruri ferice (cum este clorura ferică) va forma o soluție de colorație roșu-sângerie, specifică tiocianatului de fier (III):
{\displaystyle \mathrm {Fe^{3+}+3\ SCN^{-}+3\ H_{2}O\longrightarrow [Fe(SCN)_{3}(H_{2}O)_{3}]} }
{\displaystyle {\ce {{FeCl3}+ {3KSCN}-> {Fe(SCN)3}+ {3KCl}}}}
Analog, ionii divalenți de cobalt Co2+ dau complecși de culoare albastră cu tiocianații. Ambii complecși, de fier și de cobalt, pot fi extrași cu solvenți organici, cum ar fi cu eter dietilic sau alcool amilic (pentanoli), obținându-se colorații mai intense.